# 바르바라 (가수)
바르바라(Barbara, 1930년 6월 9일 ~ 1997년 1월 24일)는 프랑스의 가수이다.
프랑스 파리의 유대인 가정에서 태어났다
제2차 세계대전 발발 후 가족들과 독일 나치 군대를 피해 지냈고, 전쟁 후 파리 근교 베지네에 정착했다.
이후 벨기에 브뤼셀에서 젊은 예술가들과 공동으로 생활하면서 공연을 할 때에는 주로 검정색 의상을 입고 피아노를 치며 노래했다.
러시아인 할머니 바바라 브로드스키의
이름을 따서 '바르바라'라는 예명을 사용했다.
바르바라는 샹송발전에 기여했다는 평가를 받는다.
1960년 브라상스의 작품을 부른 LP로 ADF 디스크 대상을 수상했다.
대표곡으로 낭트, 괴팅겐, 마 플뤼 벨 이스투아 다무르, 레글 누아르, 캉 쓰 키 봉,수녀의 전설 등이 있다

## 음반
- 1963: Dis, quand reviendras-tu?
- 1964: Barbara chante Barbara
- 1965: Barbara N°2
- 1966: Le mal de vivre
- 1967: Ma plus belle histoire d'amour
- 1968: Le Soleil noir
- 1970: Madame
- 1970: L'Aigle noir
- 1971: Amours incestueuses
- 1972: La Fleur d'amour
- 1973: La Louve
- 1981: Seule
- 1986: Lily Passion (with Gérard Depardieu)
- 1996: Barbara

### 싱글
- L'Aigle noir
- Göttingen
- Mon enfance

## 관련 저서
- 장승일, 《Barbara: 샹송의 디바, 바르바라 평전》, 한국문화사, 2016년